# Горње Кусце
Горње Кусце (алб. Kufcë e Epërme или Kufca e Epërme) су насеље у општини Гњилане, Косово и Метохија, Република Србија.

## Становништво
| Демографија | Демографија | Демографија |
| Година      | Становника  | Становника  |
| ----------- | ----------- | ----------- |
| 1961.       | 1.378       |             |
| 1971.       | 1.670       |             |
| 1981.       | 1.817       |             |
| 1991.       | 1.922       |             |

## Национални састав

### Попис2011.
| Попис 2011.‍ | Попис 2011.‍ | Попис 2011.‍ | Попис 2011.‍ | Попис 2011.‍ |
| ----------- | ----------- | ----------- | ----------- | ----------- |
|             |             |             |             |             |
| Срби        | Срби        |             | 685         | 76,97%      |
| Албанци     | Албанци     |             | 204         | 22,92%      |
| остали      | остали      |             | 1           | 0,11%       |
| укупно: 890 |             |             |             |             |

## Порекло становништва по родовима
Подаци из 1929. године:
Српски родови:
- Љубићи (13 кућа, Св. Арханђео); досељени из прилепског краја са Дилинцима у Шилову још пре албанског досељавања, у другој половини XVII века.
- Крцићи (4 к., Св. Арханђео). Старина и време досељавања као код Љубића.
- Ограк (2 к., Св. Ңикола). Старина и време досељавања као код Љубића.
- Маричићи (9 к., Св. Никола); досељени убрзо после Љубића из прилепског краја.
- Чокићи (6 к.) и Миљковићи (3 к.). Славе Св. Николу. Старина и време досељавања као код Маричића.
- Бугари (3 к.), од којих су постали Чорбини (5 к.). Славе Св. Димитрија, досељени су из Бугарске нешто после Маричића.
- Спасићи (10 к., Св. Ђорђе), досељеници непознате старине.
- Коцомановићи (5 к., Св. Лука], досељени из Мелова код Лебана. Побегли су од освете, јер су тамо убили неког Турчина.
- Зубићи (1 к., Св. Никола). Исељен због зулума из Прилепнице око 1830. године.
- Врањци (4 к., Св. Никола), досељени из врањског краја око 1850. године.
- Пашићи (4 к., Св. Мина), досељени из Ранилуга кад и Врањци.
- Шиљци (5 к., Св. Никола), досељени из Ранилуга са Пашићима.
- Пасјанци (1 к., Св. Андреја). Старином су из Пасјана, живели су у Прилепници, одакле су се преселили око 1860. год. због зулума.
- Баба Јањићи (9 к., Св. Јован). Старином су из Буковика, одакле су од зулума око 1840. године прешли у Добрчану а у Горњем Кусцу настањени око 1875. године.
- Пријакошићи (7 к., Св. Петка), досељени из Пријаковца код Косовске Каменице око 1880. године.

Албански мухаџирски родови:
- Досељени 1878. године из Јабланичког округа, укупно их је било 6 кућа.